# Hallgrímur Sveinsson

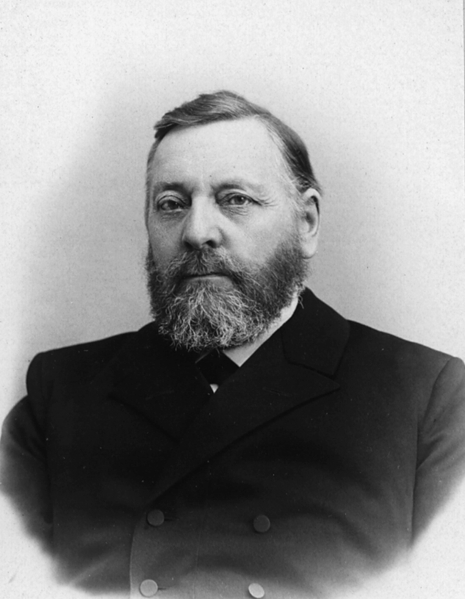
Hallgrímur Sveinsson

Hallgrímur Sveinsson (* 5. April 1841 in Blöndudalshólum; † 15. Mai 1909 in Reykjavík) war ein isländischer evangelisch-lutherischer Geistlicher, Politiker und von 1889 bis 1909 fünfter Bischof von Island  der Isländischen Staatskirche.

## Leben
Hallgrímur wurde am 5. April 1841 in Blöndudalshólum, Island, als Sohn des Parlamentsabgeordneten Sveinn Níelsson und der Guðrún Jónsdóttir geboren. Er machte 1863 seinen Abschluss an der Schule in Reykjavik und 1870 an der Universität Kopenhagen. Zwischen 1870 und 1871 studierte er am Predigerseminar in Kopenhagen. 1871 wurde er im Reykjaviker Dom ordiniert. Im selben Jahr heiratete er auch Elina Marie Bolette Fevejle. Sie hatten vier Kinder, Friðrik, Guðrún, Sveinn und Ágústa. Zwischen 1885–1887 und 1893–1905 war er Mitglied des Althing, des isländischen Parlaments, für die Parteien Framfaraflokkurinn und Framsóknarflokkurinn. Von 1897 bis 1899 war er Sprecher des Althing. Am 16. April 1889 wurde er zum Bischof von Island ernannt und am 25. Mai in Kopenhagen in sein Amt eingeführt. Am 19. September 1908 trat er in den Ruhestand.

## Referenzen
1. ↑  „Hallgrimur Sveinsson“, Althingi. Abgerufen am 4. August 2019.
2. ↑  Þingmenn. In: Alþingi. (isländisch).
3. ↑  „Hallgrímur Sveinsson“, Ismus'. Abgerufen am 29. August 2019.
4. ↑  „Sveinsson, Hallgrimur“, Dansk Biografisk Leksikon'. Abgerufen am 4. August 2019.

| Vorgänger       | Amt                          | Nachfolger          |
| --------------- | ---------------------------- | ------------------- |
| Pétur Pétursson | Bischof von Island 1889–1909 | Þórhallur Bjarnason |

| Personendaten    | Personendaten        |
| ---------------- | -------------------- |
| NAME             | Hallgrímur Sveinsson |
| KURZBESCHREIBUNG | isländischer Bischof |
| GEBURTSDATUM     | 5. April 1841        |
| GEBURTSORT       | Blöndudalshólum      |
| STERBEDATUM      | 15. Mai 1909         |
| STERBEORT        | Reykjavík            |